# Joseph Strobach von Kleisberg
Joseph Strobach Ritter von Kleisberg (3. prosince 1803, Nový Bor - 22. ledna 1890, Döbling) byl česko-rakouský státní úředník, v letech 1860-1870 vykonával úřad c.k. policejního ředitele ve Vídni. V roce 1866 byl povýšen do rytířského stavu s přídomkem von Kleisberg a v roce 1870 po svém odchodu do penze byl povýšen do stavu svobodného pána.

## Život a kariéra
Josef Strobach pocházel z Nového Boru v severních Čechách. Po studiu práv na Německé univerzitě v Praze odcestoval v roce 1827 do Itálie, kde pracoval nejprve na policejním ředitelství v Benátkách, které v té době patřily k Rakouskému císařství. Později byl přeložen do Vicenzy a do Verony a pracoval také v milánské v kanceláři lombardsko-benátského místokrále, arcivévody Rainera Josefa. Během revoluce v roce 1848 byl převelen opět do Benátek, kde měl zajistit tajné dokumenty.
V roce 1850 byl Strobach přeložen jako policejní rada do Prahy a o dva roky později se stal policejním řediteleem v Lublani, v roce 1855 policejním ředitelem v Linci, v roce 1858 v Miláně, který připadl Rakouskuv roce 1895 spolu s Lombardskem. Od roku 1860 byl ve Vídni povýšen na dvorního radu a stal se ředitelem c.k. policejního ředitelství.
Jako policejní ředitel se osvědčil v roce 1862 při záplavách ve Vídni způsobené rozvodněným Dunajem a v roce 1866 během neúspěšné války s Pruskem.
V roce 1867 ho tehdejší místopředseda vlády hrabě Eduard Taaffe, odpovědný za bezpečnostní otázky, vyslal na Světovou výstavu v Paříži, aby zde získal informace o moderních postupech práce policie a na základě těchto zkušeností Strobach v roce 1868 navrhl založení strážní služby podle francouzského vzoru. V roce 1869 plán schválil císař František Josef I. a v červnu téhož roku již byli v Leopoldstadtu k vidění první strážníci ve službě. Dále Strobach představil plán na vytvoření sboru kriminálních policistů, který byl realizován až později, od roku 1872.
Na podzim 1869 Strobach onemocněl a očekával se jeho odchod do penze, ještě v témže roce však byl na pokyn nového c.k. ministra vnitra Carla Giskry 10. října do Vídně povolán vládní rada Anton von Le Monnier (též Lemonnier), od července 1860 policejní ředitel v Brně, a Strobach byl jmenován jeho zástupcem. Teprve 9. března 1870 byl Strobach zproštěn úřadu a jako uznání za jeho mnohaleté působení byl povýšen do hodnosti barona s osvobozením od daní. Ve funkci vídeňského policejního ředitele jej nahradil Le Monnier, který byl zároveň jmenován dvorním a ministerským radou.

### Rodina
Joseph Strobach byl ženatý s dcerou milánského guvernéra. Z tohoto manželství se narodili dva synové a dcera († 1887). Syn Franz se stal doktor práv a byl zaměstnán na c. k. Ministerstvu obchodu. Druhý syn sloužil jako námořník v Nizozemské východní Indii v roce 1870.
Úmrtí jeho milované dcery v roce 1887 pravděpodobně způsobilo propuknutí jeho duševní nemoci. Od července 1888 proto pobýval v sanatoriu pro duševně nemocné v Döblingu, kde pak také Joseph Freiherr von Strobach-Kleisberg 22. ledna 1890 zemřel. Byl pohřben na Hietzinském hřbitově, jeho hrob je však zanedbaný.

### Ocenění
- V dubnu 1854 Josepha Strobacha vyznamenal císař František Josef I. rytířským křížem Řádu Františka Josefa,[3] který ho opravňoval k povýšení do šlechtického stavu.
- 11. března 1866 obdržel rytířský diplom s přídomkem Ritter von Kleisberg.[3]
- 19. září 1866 byl Joseph Strobach Ritter von Kleisberg vyznamenán Rytířským křížem Leopoldova císařského řádu.[7]
- 9. března 1870 byl u příležitosti svého odchodu do důchodu povýšen do stavu dědičného barona s diplomem ze dne 1. července téhož roku. [3]